# Ruskovce (Bánovce nad Bebravou)
Ruskovce é um município da Eslováquia, situado no distrito de Bánovce nad Bebravou, na região de Trenčín. Tem 3,36 km² de área e sua população em 2018 foi estimada em 529 habitantes.

## Demografia
| Ano:        | 1994 | 2004   | 2014   | 2024   |
| ----------- | ---- | ------ | ------ | ------ |
| Broj ljudi: | 531  | 532    | 513    | 518    |
| Razlika:    |      | +0,18% | -3,57% | +0,97% |

| Ano:               | 2023 | 2024   |
| ------------------ | ---- | ------ |
| Número de pessoas: | 521  | 518    |
| Diferença:         |      | -0,57% |